# Serpent Temptation
Serpent Temptation è il primo album in studio del gruppo musicale death metal statunitense Opprobrium, all'epoca conosciuti come Incubus, pubblicato nel 1988 dalla Brutal Records.

## Descrizione
Il disco di debutto degli Incubus fu uno dei primi esempi di death metal inteso ad estremizzare le sonorità tipiche del thrash metal. Le linee vocali registrate dal cantante e bassista Scot Latour vennero eseguite in un incrocio tra il growl e lo screaming tipico del black metal. La copertina dell'album mostra un serpente sopra ad un albero spoglio sotto al quale giacciono due scheletri, in una macabra rappresentazione del peccato originale, infatti il titolo dell'album, come facilmente intuibile, significa "la tentazione del serpente". Questo disegno venne realizzato da Reginaldo Howard, fratello di due componenti della formazione. I testi delle canzoni, a differenza della gran parte dei gruppi di metal estremo, non sono contro la religione ma, come nel caso di The Battle of Armageddon, si ispirano alla Bibbia; non mancano comunque le tematiche violente (Sadistic Sinner) e le accuse contro i corrotti (Blaspheming Prophets).
L'album fu pubblicato dalla Brutal Records una piccola etichetta discografica che si avvalse della britannica Metal Works per la distribuzione in Europa. Questo fu l'unico disco inciso dagli Incubus / Opprobrium come trio, infatti ad un anno di distanza dalla pubblicazione Latour lasciò il gruppo, da quel momento in poi tutte le registrazioni della band vennero effettuate solo dai due fratelli Howard. Gli otto pezzi che compongono il disco vennero registrati in uno studio nei pressi di New Orleans in Louisiana e furono poi mixati presso lo studio Track Record di Los Angeles in California.
Il 15 gennaio del 2016 la Relapse Records pubblicò la ristampa dell'album originale cambiando il nome della band in Opprobrium. Il disco venne distribuito in LP a tiratura limitata e, per la prima volta, su CD (disponibile anche per il download digitale) con l'aggiunta di quattro bonus track tratte dal demo del 1987.

### Versione ri-registrata
Nel 1996 la Nuclear Blast si accordò con gli Incubus per una nuova edizione dell'album, originariamente edito dalla Brutal Records otto anni prima, da pubblicare in CD con il marchio Radiation Records. Tutte le parti vocali vennero quindi registrate nuovamente da Francis Howard, furono cambiati parte dei testi e alcuni titoli dei brani e fu adottata una nuova grafica, con una rivisitazione della copertina che, come in precedenza, raffigura il tema del peccato originale. Le canzoni vennero anche tutte remixate presso il Southlake Studio di Metairie in Louisiana, la stessa sala d'incisione utilizzata per l'album originale.
La stessa versione fu in seguito inserita su un unico CD, in formato digipak, assieme alla ristampa di Beyond the Unknown, il secondo disco degli Incubus. Questa uscita venne pubblicata il 15 agosto del 2000 dalla Nuclear Blast, senza apportare modifiche alla copertina di Beyond the Unknown, raffigurante una figura spettrale incappucciata tra le rovine di un cimitero, tranne che per l'aggiunta di Serpent Temptation nel titolo.
Nel 2008 l'etichetta discografica polacca Metal Mind Productions acquisì i diritti per una nuova pubblicazione di questa versione, tuttavia venne utilizzato il nome Opprobrium anziché Incubus. La ristampa uscì il 10 novembre dello stesso anno in Europa ed il successivo 20 gennaio negli Stati Uniti d'America. Per l'occasione l'album venne rimasterizzato con uno standard digitale a 24 bit su CD dorato e distribuito in edizione limitata a 1000 copie.

## Tracce
Musiche di Francis Howard, Moyses Howard e Scot Latour. Testi di Francis e Moyses Howard, eccetto dove indicato.
1. The Battle of Armageddon – 6:11
2. Voices from the Grave – 3:21 (testo: Francis Howard, Scot Latour)
3. Sadistic Sinner – 4:48 (testo: Francis Howard, Scot Latour)
4. Incubus – 4:05 (testo: Francis Howard, Moyses Howard, Scot Latour)
5. Blaspheming Prophets – 5:22
6. Hunger for Power – 5:29
7. Serpent Temptation – 3:34 (testo: Francis Howard, Moyses Howard, Scot Latour)
8. Underground Killers – 4:40

Tracce bonus della riedizione del 2016
1. Serpent Temptation (Demo Version) – 3:48
2. Sadistic Sinner (Demo Version) – 4:42
3. Voices from the Grave (Demo Version) – 3:19
4. Incubus (Opprobrium) (Demo Version) – 4:18

## Formazione
Versione originale
- Scot Latour – voce, basso
- Francis M. Howard –  chitarra
- Moyses M. Howard – batteria

Edizione ri-registrata
- Francis M. Howard – voce, chitarra
- Scot Latour – basso
- Moyses M. Howard – batteria